# Liparochrus crassicollis
Liparochrus crassicollis är en skalbaggsart som beskrevs av Gilbert John Arrow 1925. Liparochrus crassicollis ingår i släktet Liparochrus och familjen Hybosoridae. Inga underarter finns listade i Catalogue of Life.